# Cachupa

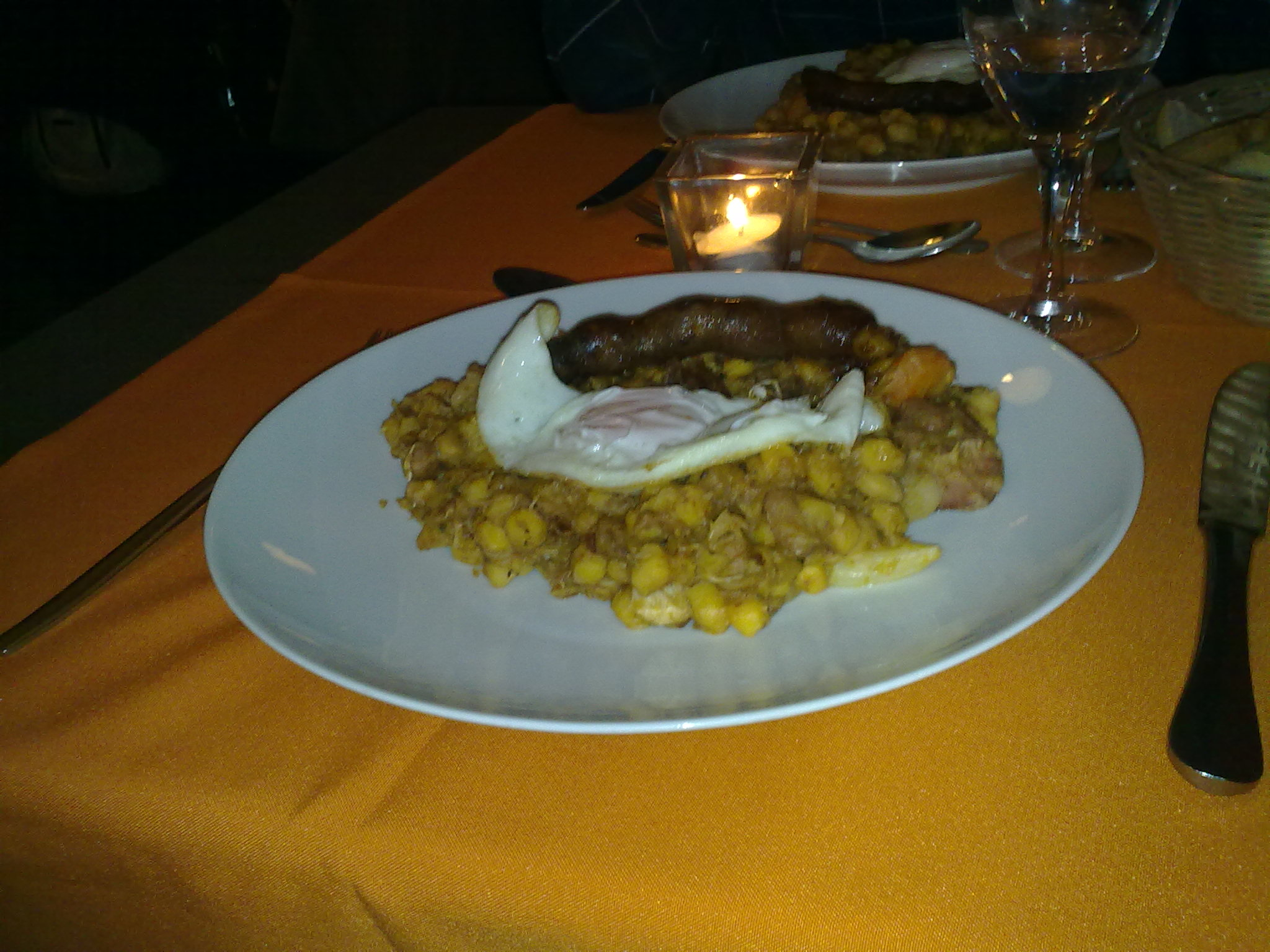
Cachupa fregida

La Cachupa és un famós plat de les illes de Cap Verd a l'Àfrica Occidental. El plat consisteix en un estofat cuinat lentament amb dos tipus de blat de moro (hominy), tres o quatre varietats de mongetes i peix o carn (xoriço, salsitxa, carn de boví, cabra, o pollastre). S'acompanya de mandioca, ñame i batata. La cachupa es refereix sovint com el plat nacional de la cuina de Cap Verd. Cada illa posseeix una variació característica de la recepta. Es tracta d'un plat fort que en algunes ocasions se serveix com a esmorzar.

## Característiques
La versió de la recepta amb un nombre major d'ingredients es denomina "Cachupa Rica", i versió amb menys ingredients, més simple, es denomina "Cachupa Pobre".
La versió de la recepta que se serveix com a esmorzar en l'endemà a la seva preparació es diu cachupa frita o cachupa refogada. En algunes ocasions se serveix amb un ou i una linguiça (salsitxa de Cap Verd).